# Terminus (Niamey)
Terminus ist ein Stadtviertel (französisch: quartier) im Arrondissement Niamey III der Stadt Niamey in Niger.

## Geographie

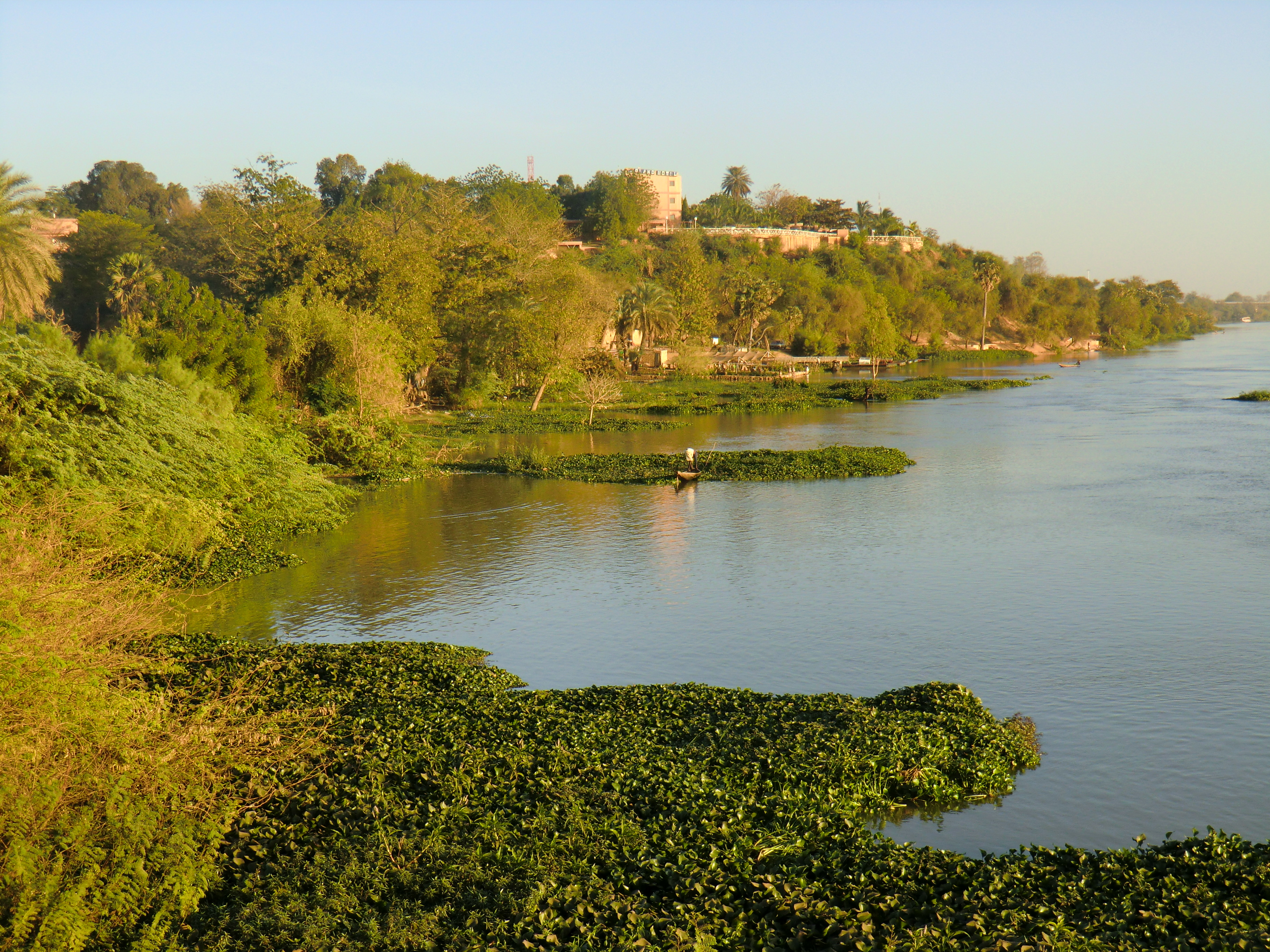
Niger-Ufer in Terminus (2011)

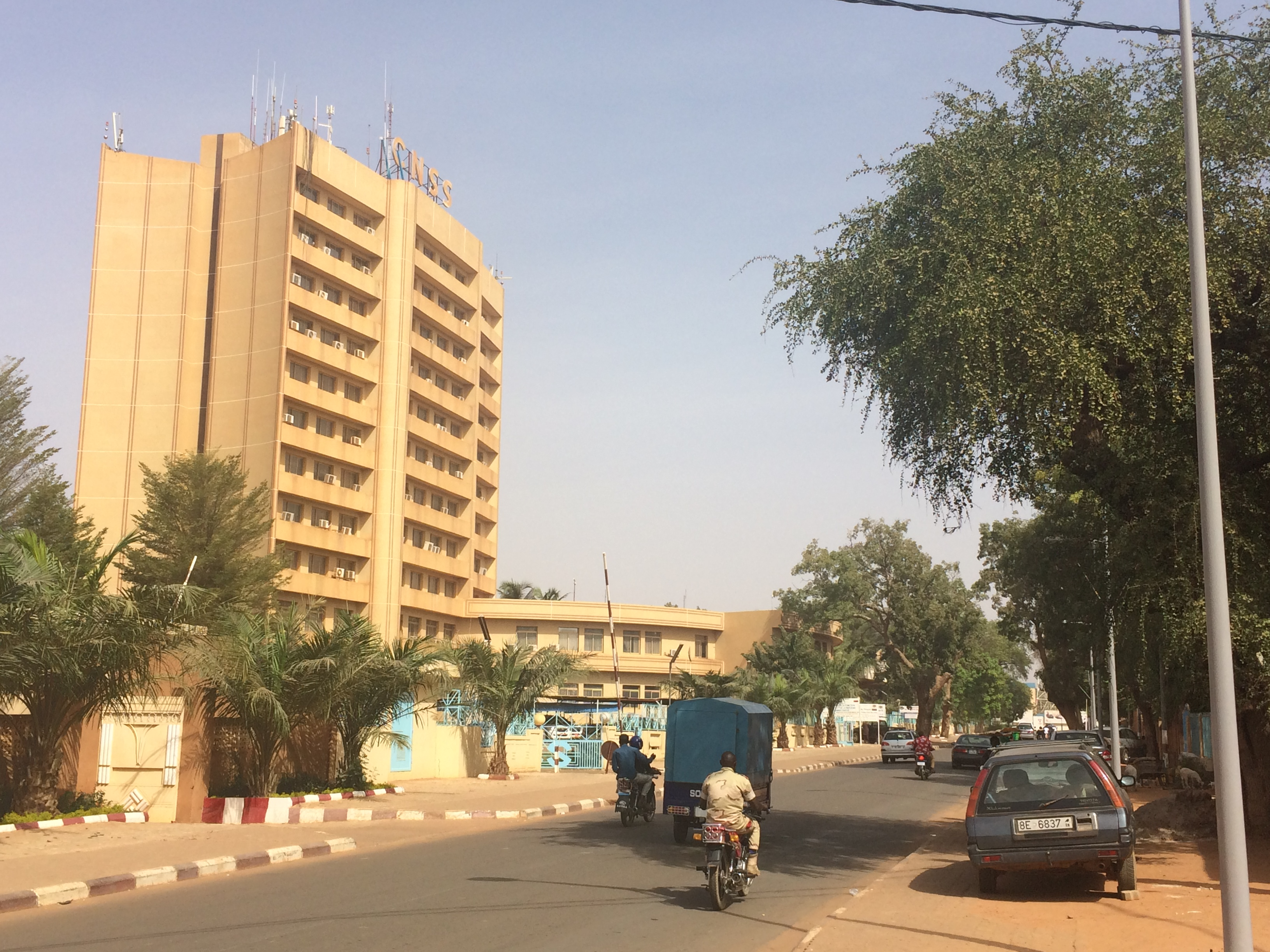
Avenue du Souvenir (Rue NB 47) in Terminus (2018)

Terminus befindet sich am linken Ufer des Flusses Niger im Stadtzentrum von Niamey. Die angrenzenden Stadtviertel sind Kombo im Nordwesten, Kalley Centre im Nordosten und Gamkalley Sébanguey im Südosten. Das Stadtviertel liegt in einem Tafelland mit einer weniger als 2,5 Meter tiefen Sandschicht, wodurch nur eine begrenzte Einsickerung möglich ist.
Terminus gehört zum Stadtteil Niamey-Bas („Nieder-Niamey“). Das Standardschema für Straßennamen in Terminus ist Rue NB 1, wobei auf das französische Rue für Straße das Kürzel NB für Niamey-Bas und zuletzt eine Nummer folgt. Dies geht auf ein Projekt zur Straßenbenennung in Niamey aus dem Jahr 2002 zurück, bei dem die Stadt in 44 Zonen mit jeweils eigenen Buchstabenkürzeln eingeteilt wurde.

## Geschichte
Das Stadtviertel geht auf die französische Kolonialzeit zurück, die 1960 endete. Terminus war städteplanerisch das erste moderne afrikanische Viertel Niameys.

## Bevölkerung
Bei der Volkszählung 2012 hatte Terminus 5090 Einwohner, die in 820 Haushalten lebten. Bei der Volkszählung 2001 betrug die Einwohnerzahl 7117 in 1100 Haushalten und bei der Volkszählung 1988 belief sich die Einwohnerzahl auf 3056 in 691 Haushalten.

## Wirtschaft und Infrastruktur
An der Uferstraße Corniche Gamkalé in Terminus wird Gemüse angebaut, unter anderem Bataviasalat. Die Gemüsebauern von Corniche Gamkalé arbeiten in einer Kooperative zusammen. In Terminus gibt es mehrere öffentliche Grundschulen. Die älteste, die Ecole primaire de Terminus I, wurde 1961 gegründet.